# 헝가리 U-17 축구 국가대표팀
헝가리 U-17 축구 국가대표팀(헝가리어: Magyar U17-es labdarúgó-válogatott)은 헝가리를 대표하는 17세 이하의 축구 국가대표팀으로, 헝가리의 축구 관리 기관인 헝가리 축구 협회의 관리를 받는다. FIFA U-17 월드컵 2번 참가해 1985년에 8강에 진출했으며, UEFA U-17 축구 선수권 대회에 13번 참가해 2019년에 5위를 기록했다.